# ويليبالد أوتز
ويليبالد أوتز (20 يناير 1893 - 20 أبريل 1954) كان جنرالًا ألمانيًا خلال الحرب العالمية الثانية قاد عدة فرق. حصل على وسام الفارس الصليبي الحديدي لألمانيا النازية.
في أبريل 1943، تم تعيين أوتز قائدًا فرقة ياجر 100 المعاد تشكيله حديثًا، والذي تم تدميره في نهاية معركة ستالينجراد. تمت ترقيته إلى رتبة جنرال مايجور في 1 يوليو 1943، قاد قيادته في القتال على الجبهة الشرقية من مارس إلى ديسمبر 1944. 

## الجوائز والأوسمة
- وسام الفارس الصليبي الحديدي في 21 يونيو 1941 بصفته أوبرست وقائد فوج 100- جيبير فوج 100 [4]